# Liste der Bürgermeister von New York City

Siegel von New York City

Die Liste der Bürgermeister der Stadt New York bietet einen Überblick aller gewählten und kommissarischen Bürgermeister von New York City seit 1665.
Wenn durch Tod, Rücktritt, Amtsenthebung, Amtsunfähigkeit oder Fehlen der Wählbarkeit kein gewählter Bürgermeister zur Verfügung steht, um die Rechte und Pflichten des Amtes des Bürgermeisters auszuüben, amtiert ein anderer Beamter der Stadt bis zur Nachwahl als kommissarischer Bürgermeister.
Alle Gouverneure bzw. Direktoren des vorangegangenen Nieuw Nederland mit Sitz in Nieuw Amsterdam, aus dem das heutige New York City hervorging, zwischen 1624 und 1664 sind in der Liste der Gouverneure von Nieuw Nederland angeführt. 

## 17. Jahrhundert
| Nr. | Name                    | Amtszeit  |
| --- | ----------------------- | --------- |
| 01  | Thomas Willett          | 1665–1666 |
| 02  | Thomas Delavall         | 1666–1667 |
| 03  | Thomas Willett          | 1667–1668 |
| 04  | Cornelius Van Steenwyk  | 1668–1671 |
| 05  | Thomas Delavall         | 1671–1672 |
| 06  | Matthias Nicholls       | 1672–1673 |
| 07  | John Lawrence           | 1673–1675 |
| 08  | William Dervall         | 1675–1676 |
| 09  | Nicholas De Mayer       | 1676–1677 |
| 10  | Stephanus Van Cortlandt | 1677–1678 |
| 11  | Thomas Delavall         | 1678–1679 |
| 12  | Francis Rombouts        | 1679–1680 |
| 13  | William Dyre            | 1680–1682 |
| 14  | Cornelius Van Steenwyk  | 1682–1684 |
| 15  | Gabriel Minvielle       | 1684–1685 |
| 16  | Nicholas Bayard         | 1685–1686 |
| 17  | Stephanus Van Cortlandt | 1686–1688 |
| 18  | Peter Delanoy           | 1688–1691 |
| 19  | John Lawrence           | 1691–1692 |
| 20  | Abraham DePeyster       | 1692–1694 |
| 21  | Charles Lodwik          | 1694–1696 |
| 22  | William Merritt         | 1696–1698 |
| 23  | Johannes De Peyster     | 1698–1699 |
| 24  | David Provost           | 1699–1700 |

## 18. Jahrhundert
| Nr. | Name                  | Amtszeit  |
| --- | --------------------- | --------- |
| 25  | Isaac De Reimer       | 1700–1701 |
| 26  | Thomas Noell          | 1701–1702 |
| 27  | Phillip French        | 1702–1703 |
| 28  | William Peartree      | 1703–1707 |
| 29  | Ebenezer Wilson       | 1707–1710 |
| 30  | Jacobus Van Cortlandt | 1710–1711 |
| 31  | Caleb Heathcote       | 1711–1714 |
| 32  | John Johnstone        | 1714–1719 |
| 33  | Jacobus Van Cortlandt | 1719–1720 |
| 34  | Robert Walters        | 1720–1725 |
| 35  | Johannes Jansen       | 1725–1726 |
| 36  | Robert Lurting        | 1726–1735 |
| 37  | Paul Richard          | 1735–1739 |
| 38  | John Cruger Sr.       | 1739–1744 |
| 39  | Stephen Bayard        | 1744–1747 |
| 40  | Edward Holland        | 1747–1756 |
| 41  | John Cruger Jr.       | 1756–1766 |
| 42  | Whitehead Hicks       | 1766–1776 |
| 43  | David Mathews         | 1776–1784 |
| 44  | James Duane           | 1784–1789 |
| 45  | Richard Varick        | 1789–1801 |

## 19. Jahrhundert
| Nr. | Name                        | Amtszeit  | Partei                              |
| --- | --------------------------- | --------- | ----------------------------------- |
| 46  | Edward Livingston           | 1801–1803 | Demokratisch-Republikanische Partei |
| 47  | DeWitt Clinton              | 1803–1807 | Demokratisch-Republikanische Partei |
| 48  | Marinus Willett             | 1807–1808 | Demokratisch-Republikanische Partei |
| 49  | DeWitt Clinton              | 1808–1810 | Demokratisch-Republikanische Partei |
| 50  | Jacob Radcliff              | 1810–1811 |                                     |
| 51  | DeWitt Clinton              | 1811–1815 | Demokratisch-Republikanische Partei |
| 52  | John Ferguson               | 1815      |                                     |
| 53  | Jacob Radcliff              | 1815–1818 |                                     |
| 54  | Cadwallader D. Colden       | 1818–1821 | Föderalistische Partei              |
| 55  | Stephen Allen               | 1821–1824 |                                     |
| 56  | William Paulding Jr.        | 1825–1826 | Demokratische Partei                |
| 57  | Philip Hone                 | 1826–1827 | Whig Party                          |
| 58  | William Paulding Jr.        | 1827–1829 | Demokratische Partei                |
| 59  | Walter Bowne                | 1829–1833 |                                     |
| 60  | Gideon Lee                  | 1833–1834 | Demokratische Partei                |
| 61  | Cornelius Van Wyck Lawrence | 1834–1837 | Demokratische Partei                |
| 62  | Aaron Clark                 | 1837–1839 | Whig Party                          |
| 63  | Isaac L. Varian             | 1839–1841 | Demokratische Partei                |
| 64  | Robert H. Morris            | 1841–1844 | Demokratische Partei                |
| 65  | James Harper                | 1844–1845 | American Republican Party           |
| 66  | William Frederick Havemeyer | 1845–1846 | Demokratische Partei                |
| 67  | Andrew H. Mickle            | 1846–1847 |                                     |
| 68  | William V. Brady            | 1847–1848 |                                     |
| 69  | William Frederick Havemeyer | 1848–1849 | Demokratische Partei                |
| 70  | Caleb Smith Woodhull        | 1849–1851 |                                     |
| 71  | Ambrose Kingsland           | 1851–1853 |                                     |
| 72  | Jacob Aaron Westervelt      | 1853–1855 | Demokratische Partei                |
| 73  | Fernando Wood               | 1855–1858 | Demokratische Partei                |
| 74  | Daniel F. Tiemann           | 1858–1860 |                                     |
| 75  | Fernando Wood               | 1860–1862 | Demokratische Partei                |
| 76  | George Opdyke               | 1862–1864 | Republikanische Partei              |
| 77  | Charles Godfrey Gunther     | 1864–1866 | Demokratische Partei                |
| 78  | John Thompson Hoffman       | 1866–1868 | Demokratische Partei                |
|     | Thomas Coman1               | 1868      |                                     |
| 79  | A. Oakey Hall               | 1869–1872 |                                     |
| 80  | William Frederick Havemeyer | 1873–1874 | Republikanische Partei              |
|     | Samuel B. H. Vance1         | 1874      |                                     |
| 81  | William H. Wickham          | 1875–1876 | Demokratische Partei                |
| 82  | Smith Ely junior            | 1877–1878 | Demokratische Partei                |
| 83  | Edward Cooper               | 1879–1880 | Demokratische Partei                |
| 84  | William Russell Grace       | 1881–1882 |                                     |
| 85  | Franklin Edson              | 1883–1884 | Demokratische Partei                |
| 86  | William Russell Grace       | 1885–1886 |                                     |
| 87  | Abram Hewitt                | 1887–1888 | Demokratische Partei                |
| 88  | Hugh J. Grant               | 1889–1892 |                                     |
| 89  | Thomas Francis Gilroy       | 1893–1894 | Demokratische Partei                |
| 90  | William Lafayette Strong    | 1895–1897 | Fusion Party                        |
| 91  | Robert Anderson Van Wyck    | 1898–1901 | Demokratische Partei                |

1: Ohne Wahl kommissarischer Bürgermeister

## 20. Jahrhundert
| Nr. | Name                     | Amtszeit  | Partei |
| --- | ------------------------ | --------- | --- |
| 92  | Seth Low                 | 1902–1903 | Republikanische Partei/Citizens Union                                                                                       |
| 93  | George B. McClellan Jr.  | 1904–1909 | Demokratische Partei |
| 94  | William Jay Gaynor       | 1910–1913 | Demokratische Partei |
|     | Ardolph Loges Kline1     | 1913      | Republikanische Partei |
| 95  | John Purroy Mitchel      | 1914–1917 | Fusion Party |
| 96  | John Francis Hylan       | 1918–1925 | Demokratische Partei |
| 97  | James J. Walker2         | 1926–1932 | Demokratische Partei |
|     | Joseph V. McKee1         | 1932      | Demokratische Partei |
| 98  | John P. O’Brien          | 1933      | Demokratische Partei |
| 99  | Fiorello La Guardia      | 1934–1945 | Republikanische Partei/Fusion Party                                                                                         |
| 100 | William O’Dwyer3         | 1946–1950 | Demokratische Partei |
| 101 | Vincent R. Impellitteri4 | 1950–1953 | Demokratische Partei |
| 102 | Robert F. Wagner Jr.     | 1954–1965 | Demokratische Partei |
| 103 | John Lindsay             | 1966–1973 | Republikanische Partei/Liberale Partei 1966–1969; Liberale Partei 1969–1970; Demokratische Partei/Liberale Partei 1970–1973 |
| 104 | Abraham D. Beame         | 1974–1977 | Demokratische Partei |
| 105 | Ed Koch                  | 1978–1989 | Demokratische Partei |
| 106 | David N. Dinkins         | 1990–1993 | Demokratische Partei |
| 107 | Rudy Giuliani            | 1994–2001 | Republikanische Partei |

1: Ohne Wahl kommissarischer Bürgermeister

2: Freiwilliger Amtsverzicht am 1. September 1932

3: Freiwilliger Amtsverzicht am 2. September 1950

4: Ohne Wahl kommissarischer Bürgermeister vom 2. September 1950 bis zum 14. November 1950. Gewählter Bürgermeister seit dem 7. November 1950.

## 21. Jahrhundert
| Nr. | Name              | Amtszeit  | Partei                                                  |
| --- | ----------------- | --------- | ------------------------------------------------------- |
| 108 | Michael Bloomberg | 2002–2013 | Republikanische Partei 2002–2007; Parteiloser seit 2007 |
| 109 | Bill de Blasio    | 2014–2021 | Demokratische Partei                                    |
| 110 | Eric Adams        | seit 2022 | Demokratische Partei                                    |